# جيمي فروتشن
جيمي فروتشن (بالإنجليزية: Jimmy Fortune)‏ هو مغن مؤلف أمريكي، ولد في 11 مارس 1955 في ويليامزبرغ في الولايات المتحدة.

## وصلات خارجية
- الموقع الرسمي
- جيمي فروتشن على موقع ميوزك برينز (الإنجليزية)
- جيمي فروتشن على موقع ديسكوغز (الإنجليزية)